# Jacobus Johannes Bos
Jacobus Johannes Bos (Utrecht, 20 juni 1817 - Amersfoort, 1 maart 1913) was een Nederlandse predikant en geschiedschrijver.

## Hervormd predikant te Soest
J.J. Bos studeerde in 1840 af als theoloog: hij werd “Candidaat tot de H Dienst” in Overijssel op 6 mei 1840.
Op 23 september 1847 trouwde hij met Maria van Piekeren, eveneens geboren te Utrecht (20 dec. 1818).  Kort daarna, op 24 oktober 1847 werd hij bevestigd tot predikant te Soest door de hervormde gemeente aldaar. Bos zou zijn gehele werkzame leven dominee in Soest blijven. Op 30 oktober 1892 ging hij met emeritaat.
In 1851 begon hij met de catechisatie in Soesterberg, in die tijd een kleine en geïsoleerde gemeenschap op de Utrechtse Heuvelrug. Vanaf 1855 beijverde hij zich voor de stichting van een hervormde gemeente aldaar. In 1860 werd er de eerste predikant beroepen. In 1853 preekte ds. Bos op de hei van kamp Zeist in tegenwoordigheid van koning Willem III over 'Geeft den Keizer wat des Keizers is, en Gode wat des Godes is' (Mattheus 22 : 21).

## Armenzorg
Ds. Bos was lid van de Commissie van Weldadigheid, ingesteld door prinses Anna Paulowna, de echtgenote van koning Willem II. De commissie was belast met de armenzorg in Soest, en werkte samen met de kerkelijke armenzorg. Volgens zijn eigen opgave werd Bos rond 1860 benoemd tot secretaris. Geheel zonder moeilijkheden verliep zijn lidmaatschap van de commissie niet. Spanningen tussen vertegenwoordigers van het protestantse en katholieke volksdeel bepaalden de agenda. Pastoor Steenhoff stapte uit de commissie en enige tijd later ook Bos. Bos keerde echter in 1880 terug als voorzitter en penningmeester. Tot zijn emeritaat in 1892 zou hij die dubbelfunctie blijven uitoefenen.

## Geschiedschrijver
Zijn werk als predikant nam, zoals hij zelf schrijft, al zijn vrije tijd in beslag. Hij maakte tijdens zijn predikantenbestaan al wel veel aantekeningen over zaken die betrekking hadden op de geschiedenis van Soest. Toen hij op 1 november 1892 met emeritaat ging, begon hij met het systematiseren en verwerken van al die aantekeningen.
Vanaf 1900 werkte hij een manuscript uit, dat uiteindelijk 500 volgeschreven pagina's telde, gerangschikt in 32 hoofdstukken.
Het manuscript draagt de titel

--- 	Soest, Gemeente in de Provincie Utrecht.
Wat er van hare geschiedenis, van de vroegste tijden tot op heden, bekend is.
Verzameld door J.J. Bos.
Em Predikant der Herv. Gemeente aldaar. 1907.

Het manuscript beschrijft de geschiedenis van Soest en Soesterberg vanaf de prehistorie. Er wordt  uitgebreid aandacht in geschonken aan eigentijdse godsdienstige kwesties en de negentiende-eeuwse bestaansmiddelen en buitenplaatsen. Hier en daar heeft het werk autobiografische trekken. Ds. Bos maakte gebruik van uiteenlopende bronnen, zoals middeleeuwse kronieken, eigentijdse historische tijdschriften en veldwaarnemingen (bijvoorbeeld van grafheuvels en buitenplaatsen). Daarnaast maakte hij gebruik van stukken uit de archieven van het gemeentebestuur, en van de Commissie van Weldadigheid.
Veel van zijn opvattingen over de oudste geschiedenis zijn achterhaald, maar zijn werk biedt een schat aan informatie uit de eerste hand over de negentiende eeuw.
Na enige omzwervingen bevindt het manuscript zich thans in het archief van de gemeente.

## Onderscheidingen
Op 6 december 1892, kort nadat hij met emeritaat ging, werd J.J. Bos benoemd tot Ridder in de Orde van Oranje-Nassau.
In Soest is in 1931 een straat naar Ds. J.J. Bos genoemd: de Bosstraat.

### Gepubliceerde delen van “het manuscript van 1907” inVan Zoys tot Soest
In Van Zoys tot Soest, het tijdschrift van de historische vereniging 'Soest-Soesterberg' zijn een aantal delen van “het manuscript” van ds. Bos over de geschiedenis van Soest gepubliceerd. 
Deze teksten zijn vooral daarom zo interessant, omdat ze veel verwijzingen naar negentiende-eeuwse (en oudere) bronnen bevatten, en daar vaak grote delen uit citeren. 
De teksten zijn (nagenoeg) allemaal online te raadplegen via sabine.nu:
- 1983:  Inleiding, gepubliceerd onder de titel 'Dominee Jacobus Johannes Bos'. In: 4e jrg. (1982/83) nr. 1, p. 3 – 6[10]
- 1984: 'Wegen en straatverlichting'. In: 4e jrg. (1982/83) nr. 4, p. 2 – 13[11]
- 1985: 'Germaansche grafheuvels'. In: 6e jrg. (1985/86) nr. 1, p. 3 – 6[12]
- 1985: 'Het Wittemans-Veentje'. In: 6e jrg. (1985/86) nr. 1, p. 6 – 7[13]
- 1985: 'Buitenplaats Middelwijk'. In: 6e jrg. (1985/86), nr. 3, p. 12 – 15[14]
- 1986: 'Landgoed “Pijnenburg”'. In: 6e jrg. (1985/86) nr. 4, p. 13 – 17[15]
- 1986: 'Huize “Schoonoord” (Witsenburg, Villa Colenso)'. In: 7e jrg. (1986/87) nr. 1, p. 13 – 15[16]
- 1986: 'Hamelenberg (Bartolotti-Vosseveld)'. In: 7e jrg. (1986/87) nr. 3, p. 12 – 16[17]
- 1987: 'De predikantswoning in de Kerkebuurt'. In: 7e jrg. (1986/87) nr. 4, p. 12 – 15[18]
- 1987: 'Naam en oudheid van Soest'. In: 8e jrg. (1987/88) nr. 3, p. 5 – 8[19]
- 1988: 'Bevolking van Soest'. In: 8e jrg. (1987/88) nr. 4, p. 19[20]
- 1988-1989: 'Wateren in Soest'. In: 9e jrg. (1988/89) nr. 1, p. 15 – 20; nr. 3, p. 17 – 21; 10e jrg. (1989/90) nr. 2, p. 17 – 20; nr. 3, p. 8 – 13[21]
- 1989: 'Scholen te Soest en Soesterberg'. In: 10e jrg. (1989/90) nr. 1, p. 7 – 13[22]
- 1990 -1992: 'Middelen van bestaan in Soest'. In: 11e jrg. (1990/91) nr. 1, p. 7-13; nr. 2, p. 12 – 20; nr. 3, p. 18 – 20; nr. 4, p. 17 – 19, 21 – 23; 12e jrg. nr. 2, p. 17 – 20; nr. 3, p. 18 – 20; nr. 4, p. 10 – 11[23]
- 1992: 'Hengestschote, Fornheze, Mokoroth en Widock'. In: 13e jrg. (1992/93) nr. 2, p. 1 – 5[24]
- 1992: 'Roomsch-Catholieke gemeente'. In: 13e jrg. (1992/93) nr. 2, p. 14 – 19[25]
- 1993: 'Het klooster “Mariënburgh”'. In: 14e jrg. (1993/94) nr. 2, p. 17 – 21[26]
- 1993-1994: 'Het klooster “Mariënhof” in de Birckt'. In: 14e jrg. (1993/94) nr. 3, p. 16 – 21; nr. 4, p. 11 – 13; 15e jrg. (1994/1995) nr. 1, p. 21 -24; nr. 2, p. 6 – 13[27]
- 1994: 'De Paltz'. In: 15e jrg. (1994/95) nr. 3, p. 14 – 15[28]
- 1994: 'Bleyendaal'. In: 15e jrg. (1994/95) nr. 3, p. 16 – 22[29]
- 1995: 'De Oude Tempel en De Tempel'. In: 16e jrg. (1995/96) nr. 1, p. 17 – 19[30]
- 1995: 'De Groote (Oude) Melm en de Kleine Melm'. In: 16e jrg. (1995/96) nr. 3, p. 5 – 9[31]
- 1996: 'De Lazarusberg'. In: 16e jrg. (1995/96) nr. 4, p. 21 – 23 (en nog een keer in: 17e jrg. (1996/97) nr. 3, p. 7 – 8)[32]
- 1996: 17e jrg. (1996/97) nr. 1, p. 13 – 18: 'Legerplaats te Soesterberg'[33]
- 1996: 'Tuinenburg, Becks, Baeck, Enghendaal'. In: 17e jrg. (1996/97) nr. 2, p. 10 – 11[34]

- International Standard Name Identifier: 0000 0003 9638 0097
- Nederlandse Thesaurus van Auteursnamen: 217529984
- Virtual International Authority File: 291327418